# Mi cita con la hija del presidente
My Date with the President's Daughter (Mi cita con la hija del presidente en Hispanoamérica y España) es una película para televisión producida por Buena Vista Home Entertainment y Walt Disney. La película se estrenó como parte del resurgimiento de The Wonderful World of Disney. Fue filmada en varios lugares alrededor de Toronto, Ontario, Canadá. Fue dirigido por Alex Zamm y protagonizado por Dabney Coleman, Will Friedle y Elisabeth Harnois.

## Sinopsis
Duncan Fletcher (Will Friedle) es un adolescente promedio en busca de una cita para el baile de primavera de su escuela. En el centro comercial con sus amigos, conoce a una chica llamada Hallie (Elisabeth Harnois), que resulta ser la hija del presidente de los Estados Unidos, George Richmond (Dabney Coleman). Duncan, sin darse cuenta de esto, le pide a la danza de su escuela. Ella acepta y le da su dirección y él responde diciéndole que la recogerá a las 7:00.
Esa noche, el padre de Duncan (Jay Thomas) rechaza su pedido de pedir prestado el automóvil de la compañía, un BMW 525i rojo. Duncan toma el coche de la compañía de todos modos y va a recoger a Hallie, solo para terminar en la Casa Blanca. No se da cuenta de que ella es la hija del presidente, y al principio cree que Hallie le estaba gastando una broma. Cuando ingresa, Hallie hace que Duncan conozca a su padre, y se le informa a Duncan que hay limitaciones sobre dónde pueden ir y dónde no, y que el Servicio Secreto estará con ellos todo el tiempo. Aunque Hallie dice que ella y Duncan solo van a cenar y a ver una película, ella y Duncan se escabullen del Servicio Secreto en el cine después de compartir un beso. Van de compras y compran ropa nueva con la tarjeta de crédito del padre de Duncan. Al encontrarse con muchos obstáculos durante la noche, sus padres los buscan a través de la ciudad, lo que resulta en su arresto por una infracción de tránsito cuando un policía de tránsito no reconoce al presidente. Duncan y Hallie logran regresar a casa sanos y salvos, pero no están contentos porque después del primer beso se dan cuenta de lo mucho que se quieren.
Aunque nunca llegan al baile, Duncan se siente satisfecho con el resultado de la cita. A pesar de que el padre de Duncan lo critica, después de haberse calmado un poco, ya no está castigado y comienza a pasar más tiempo con su hijo hasta que descubre que Duncan usó la tarjeta de crédito de su padre. Pero se olvida de la tarjeta de crédito por un minuto. Duncan perdió la apuesta y pagó a sus amigos, ya que no trajo a Hallie con él. Cuando el presidente Richmond llega a la escuela de Duncan para agradecerle por la cita con su hija, le permite a Duncan seguir viéndola y entablar una amistad con la familia de Duncan. Como resultado, la reputación de Duncan en la escuela mejora desde su condición de novio de la hija del presidente y el padre de Duncan es ascendido en el trabajo después de que su jefe puede reunirse con el presidente y jugar al golf con él. Hallie y Duncan son capaces de mantener una relación real y felizmente ir a una segunda cita con la aprobación del Presidente y los SUV del Servicio Secreto y Marine One que los acompañan.

## Reparto
- Dabney Coleman como Presidente George Richmond
- Will Friedle como Duncan Fletcher
- Elisabeth Harnois como Hallie Richmond
- Mimi Kuzyk como primera dama Carol Richmond
- Wanda Cannon como Rita Fletcher
- Jay Thomas como Charles Fletcher
- Oliver Becker como Guardia de Célula
- David Blacker como Redneck #1
- Marium Carvell como el profesor de Duncan
- Paulo Costanzo como Arthur
- Neil Crone como Agente Kelly
- Nicole de Boer como Bonnie
- Diane Douglass como Phillis
- Joel Gordon como Curtis
- Howard Jerome como Larry
- Chantal Leblanc-Everett como Tracy Fletcher
- Dan Lett como Agente McKible
- Jim Millington como Herb Witherspoon
- Frank Moore como Dan Thornhill
- Dave Nichols como Agente Schneider
- Grant Nickalls como Steve Ellinger
- Karl Pruner como Paul Klondike
- Ron Reagan cuando Guardia
- Adam Reid como Reid Bosshardt
- Garry Robbins como Biker #1
- Alison Sealy-Smith como Mujer de Manifestante
- Sandi Stahlbrand como Reportero
- Rob Stefaniuk como Otto
- Scott Wickware como la madre del amigo de Duncan
- Gordon Michael Woolvett como Clyde
- Matt Birman como Agente des Servicio Secreto
- Patrick Gallagher como Agente del Servicio Secreto
- Polly Shannon como Cajera

## Banda sonora
La película presentaba la canción "Mi cita con la hija del presidente", acertadamente titulada, por la bien llamada banda The Presidents of the United States of America, describiendo acertadamente eventos similares a los de la trama. La película también cuenta con la canción de jazz "Moonlight Magic" interpretada por Alan Moorhouse.

## Doblaje
| Personaje                   | Actor Original          | Actor de Doblaje    | Actor de Doblaje |
| --------------------------- | ----------------------- | ------------------- | ---------------- |
| Presidente George Richmond  | Dabney Coleman          | Alfonso Ramírez     | Javier Franquelo |
| Duncan Fletcher             | Will Friedle            | Luis Daniel Ramírez | Pablo Sevilla    |
| Hallie Richmond             | Elisabeth Harnois       | Gaby Willer         | Mar Bordallo     |
| Primera dama Carol Richmond | Mimi Kuzyk              | Liza Willert        | María Massip     |
| Charles Fletcher            | Jay Thomas              | Herman López        | Carlos Ysbert    |
| Tracy Fletcher              | Chantal LeBlanc-Everett | Mónica Estrada      | Pilar Aguado     |